# Сира (грожђе)
Сира (фр. Syrah) или шираз је врста црног грожђа тамноплаве боје. Карактер вина која се добијају од ове сорте зависи од климе у којој се гаји. У хладнијим климама, као у Француској, вино је са високим нивоом танина и аромом купине, менте и бибера. У топлијим климама, као на Криту или у Аустралији, концентрација танина је нижа, а мирис подсећа на анис и кожу. Године 2004. сорта сира је гајена на 142.000 хектара у свету, што је 7. најчешћа сорта.
Име сира се користи у земљи порекла, Француској, као и у Европи, Чилеу, Аргентини и већем делу САД. У Аустралији и Јужној Африци се ова сорта и њена вина називају шираз. 